# 岡田家武
岡田 家武（おかだ いえたけ、1904年 - 1970年）は、中国語名を馬謝民、後には馬植夫といい、華西大学（四川大学の前身の一つ）教授を務めるなど、主に中国で活動した日本の地球化学者。

## 経歴
逓信省鉄道局の官吏だった父・岡田甲子之助と、母・與志の間の長男として、東京府東京市麹町区（後の千代田区の一部）に生まれる。弟に、後に物理学者となる岡小天がおり、ほかに弟がもう一人と、妹が二人いた。
当時は内幸町にあった東京府青山師範学校附属小学校（後の東京学芸大学附属世田谷小学校の前身）から、市ヶ谷加賀町にあった東京府立第四中学校（後の東京都立戸山高等学校の前身）に進んだが、幼少時から鉱物に関心をもっていた岡田は、この頃から各地を旅して鉱物採集を行ない、東京帝国大学理学部教授の神保小虎（鉱物学）の研究室にも出入りしたといわれる。また、当時から『康熙字典』に親しんでいたという。1920年に第一高等学校に進み、1923年に東京帝国大学理学部化学科に入学して柴田雄次の下に学び、1926年に卒業して大学院へ進んだ。
1928年、当時の内モンゴル自治区東部、後の吉林省松原市乾安県の塩湖、ダブスノール湖（大布蘇湖）の現地調査で、それまでユーラシア大陸では確認されていなかった希少塩類ゲーリュサイトを発見した。その報告論文は『地質學雜誌』に短い報文が掲載された後、1930年に『上海自然科学研究所彙報』に発表された「天産ナトリウム化合物の研究(其一)─東部内蒙古産ゲーリュサイトに就きて」にまとめられた。この研究により、岡田は1936年に、東京帝国大学から理学博士の学位を得た。
26歳だった1930年には、地球化学に関する「日本における最初の概説書」となった『地球化学』を、岩波講座「物理学及び化学」の1冊として刊行した。
岡田は1931年に上海自然科学研究所の研究員となり、以降、第二次世界大戦後まで長く中国に留まった。岡田は、「マテオ・リッチのように生涯をかけて中国で中国人のために学問する志をたて、そのための手続きとして中国人になりきろうした」とされている。1934年には、大槻俊斎の曾孫、大槻俊重（としゑ）と結婚し、夫妻は上海の中国人街に居を定め、「日本人の作ったものは着ない、食べない」を実践したという。
その一方で岡田は、中山優、橘樸、三品隆以ら、木村武雄に連なるグループとの接触をもち、日中戦争期には、大川周明に接触するなどして、「日中戦争終焉のための画策をおこなっていた」とされる。
中華人民共和国成立後は、中国名を馬植夫と改め、四川省成都市へ移り住んで華西大学教授となり、関連する諸機関でも教鞭を執った。この頃には地球化学に関わる研究はしなかったが、民間薬の研究などに取り組んでいたという。しかし、文化大革命期の1966年9月14日に、四川省公安部によってスパイとして逮捕、投獄され、1970年9月に獄死した。
岡田より遅れて、妻・俊重や長男も逮捕され、強制労働キャンプに送られたが、1978年8月に長男が、1980年5月に俊重が解放され、二人は1981年1月に日本に帰国し、岡田家の消息が明らかになった。